# Ludimar Hermann

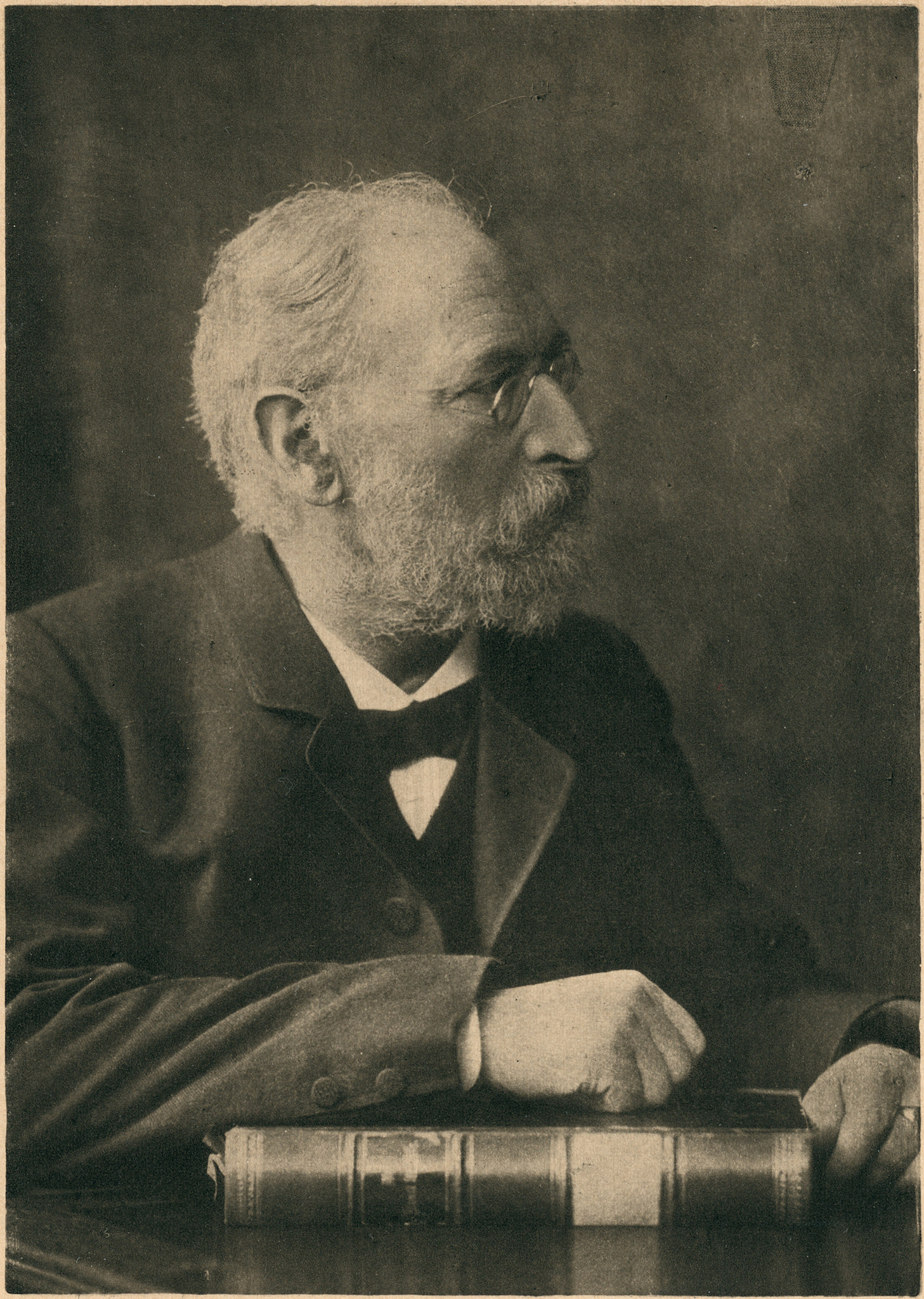
Ludimar Hermann

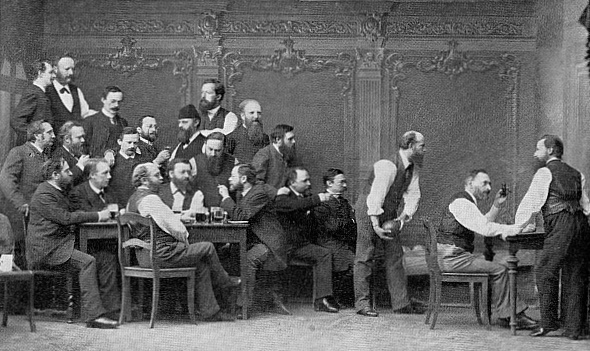
Hermann an einem Kegelabend des Vereins für wissenschaftliche Heilkunde

Ludimar Hermann (* 21. Oktober 1838 in Berlin; † 5. Juni 1914 in Königsberg) war ein deutscher Physiologe.

## Leben
Hermann studierte von 1855 bis 1860 Medizin und der Naturwissenschaften an der Universität Berlin. Er wurde mit einer Dissertation zu Problemen der Nerven- und Muskelphysiologie 1859 in Berlin promoviert. Im Jahr 1864 hatte Hermann auf die anästhetischen Eigenschaften von Ethen (Äthylen) hingewiesen. 1865 wurde er in Berlin habilitiert. Von 1868 bis 1884 war Hermann ordentlicher Professor für Physiologie an der Universität Zürich, von 1878 bis 1880 war er deren Rektor. Von 1884 bis 1913 war er Professor an der Universität Königsberg und 1891/92 deren Rektor. 1893 wurde Hermann in die American Academy of Arts and Sciences gewählt.
Seine Forschungsgebiete waren die Physiologie der Muskeln (anaerobe Muskelkontraktion), des Zentralnervensystems („Strömchentheorie“ der Erregungsleitung bei Nerven), des vegetativen Systems, der Sinnesorgane sowie der Physik und Physiologie der Sprachlaute (Akustische Phonetik; er prägte den Begriff Formant).
Hermann ist bekannt für das nach ihm benannte Hermann-Gitter. Diese optische Täuschung beschrieb er 1870. Ewald Hering machte diese optische Täuschung bekannt; deshalb wird sie auch Hering-Gitter genannt. Walter Ehrenstein hob 1941 die Priorität von Hermann hervor.

## Trivia

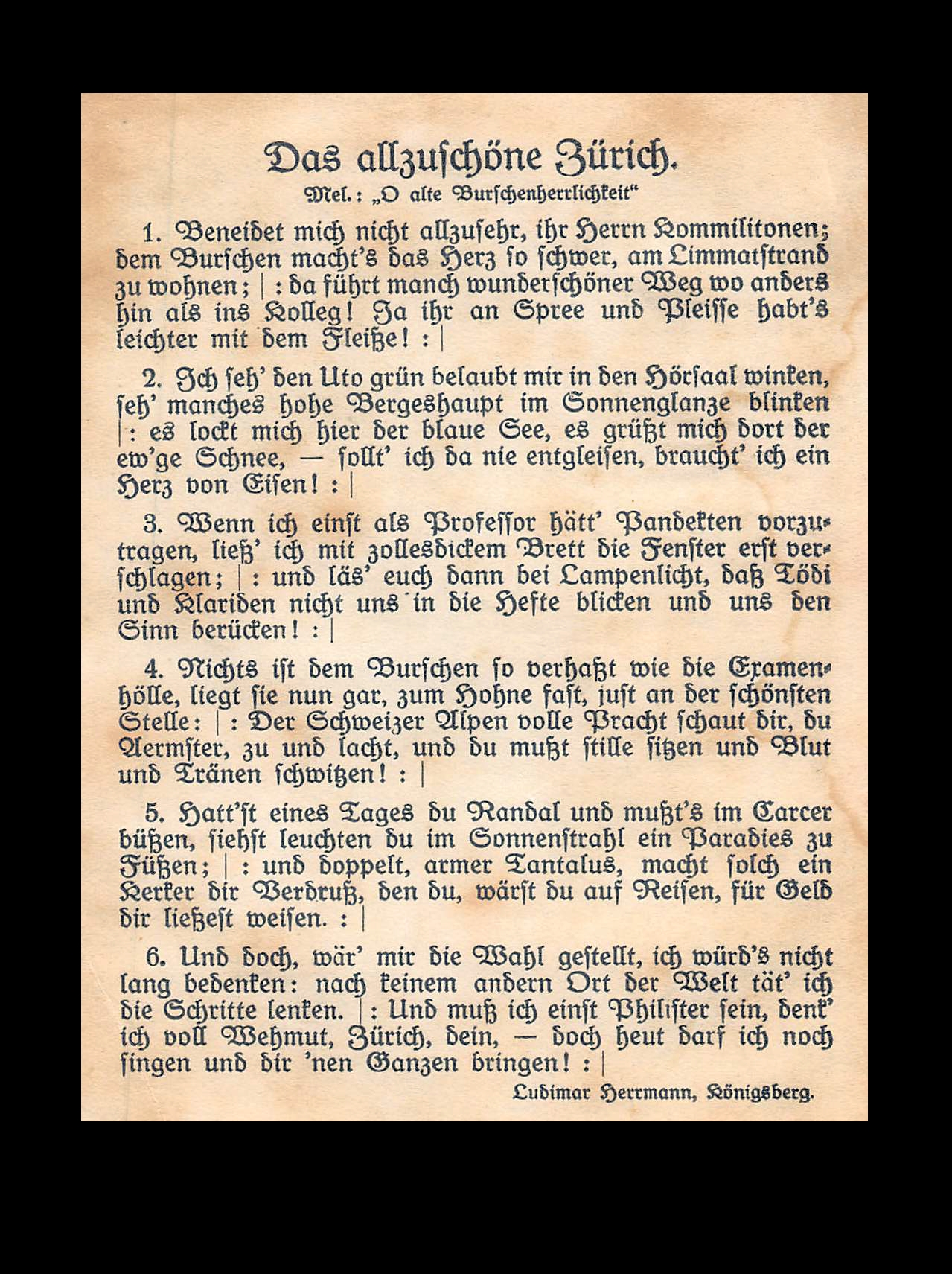
Das allzuschöne Zürich

Hermann komponierte zur Melodie von O alte Burschenherrlichkeit das Studentenlied Das allzuschöne Zürich.

## Schriften (Auswahl)
- Grundriss der Physiologie des Menschen. Hirschwald, Berlin, 1863 (bis 1910 14 Auflagen).
- Über die physiologischen Wirkungen des Stickstoffoxydulgases. In: Archiv für Anatomie und Physiologie. 1864, S. 551 ff.
- Untersuchungen zur allgemeinen Muskel- und Nervenphysiologie. 1867–1868.
- Eine Erscheinung simultanen Contrastes. In: Pflügers Archiv für die gesamte Physiologie, Band 3, 1870, S. 13–15, ISSN 0031-6768
- Lehrbuch über experimentelle Toxikologie. 1874.
- als Hrsg.: Handbuch der Physiologie. 6 Bände. 1879–1883 (Digitalisate: Bd. 1, 2, 3, 4, 5, 6)
- Leitfaden für das physiologische Praktikum. 1898.
- Erinnerungen. 1915.